# Подград (Любляна)
Подград (словен. Podgrad) — поселення в общині Любляна, Осреднєсловенський регіон, Словенія. Висота над рівнем моря: 275,2 м.